# Korzenie płaszczowiny
Korzenie płaszczowiny (korzenie fałdu) - strefa, z której pochodzi płaszczowina, obszar, z którym płaszczowina łączyła się przed oderwaniem lub rozcięciem erozyjnym lub wciąż się łączy z autochtonem.